# Dorymyrmex antarcticus
Dorymyrmex antarcticus é uma espécie de formiga do gênero Dorymyrmex.